# Valdetorres
Valdetorres – gmina w Hiszpanii, w prowincji Badajoz, w Estramadurze, o powierzchni 39,69 km². W 2011 roku gmina liczyła 1281 mieszkańców.